# Geismar/Spahl/Ketten/Apfelbach/Reinhards/Walkes
Geismar/Spahl/Ketten/Apfelbach/Reinhards/Walkes ist ein Ortsteil der Stadt Geisa im thüringischen Wartburgkreis.

## Geographie

### Ortsgliederung
Zum Ortsteil gehören die schon im Namen genannten Ortschaften Apfelbach, Geismar, Ketten, Reinhards, Spahl und Walkes.

## Geschichte
Der Ortsteil entspricht dem Gebiet der ehemaligen Gemeinde Rockenstuhl, die am 31. Dezember 2008 in die Stadt Geisa eingemeindet wurde.